# Cadre conceptuel
Pour les articles homonymes, voir Cadre.
 (14 mars 2025).
Un cadre conceptuel est un outil d'analyse comptant plusieurs variations et contextes. Il est utilisé pour faire des distinctions conceptuelles et organiser des idées. Les cadres conceptuels forts saisissent quelque chose de réel et le font d'une manière facile à retenir et à appliquer. 

## Présentation
Le terme « cadre conceptuel » s'emploie à la fois selon l'échelle (grandes et petites théories), et les contextes (sciences sociales, marketing, science appliquée, art  etc.). Sa définition et son application explicites peuvent donc varier.
Les cadres conceptuels sont particulièrement utiles comme organisation de dispositifs dans la recherche empirique. Un certain nombre de chercheurs ont appliqué la notion de cadre conceptuel à la recherche empirique déductive au niveau de l'étude micro ou individuelle,,,. Ils utilisent les parties de football américain comme métaphores pour éclaircir la signification de « cadre conceptuel » (utilisé dans le cadre d'une étude empirique déductive).
De même, les cadres conceptuels sont des représentations abstraites, reliées à l'objectif du projet de recherche qui dirige la collecte et l'analyse de données (sur le plan de l'observation - sur le terrain). De façon critique, un jeu de football est un « plan d'action » lié à un but particulier, en temps opportun, habituellement résumé comme distance longue ou courte. Patricia M. Shields et Nandhini Rangarajan font valoir ce qui fait des parties de football américain une si bonne métaphore. Elles définissent un cadre conceptuel comme « la façon dont les idées sont organisées pour atteindre l'objectif d'un projet de recherche ». Comme les parties de football, les cadres conceptuels sont associés à des fins de recherche. L'explication est le type le plus commun des fins de recherche utilisé dans la recherche empirique. L'hypothèse formelle est le cadre associé à l'explication. La recherche explicative se concentre habituellement sur le « pourquoi » ou « ce qui a causé » la survenance d'un phénomène. Les hypothèses officielles avancent des explications possibles (réponses à la question du pourquoi) qui sont testées par la collecte de données et l'évaluation de la preuve (habituellement quantitative à l'aide de tests statistiques). Kai Huang par exemple a voulu déterminer quels facteurs ont contribué à des incendies résidentiels dans les villes américaines. Trois facteurs ont été posés qui ont contribué à ces incendies. Ces facteurs (caractéristiques environnementales, de population et de construction) sont devenus les hypothèses ou cadre conceptuel qu'il a utilisé pour parvenir à ses fins : expliquer les facteurs qui ont eu une influence sur les incendies domestiques dans les villes américaines.

## Types de cadres conceptuels
Plusieurs types de cadres conceptuels ont été identifiés,, et se conforment à un but de recherche de la manière suivante :
- Hypothèse de travail  --  Exploration ou recherche exploratoire
- Catégories descriptives --  Description ou recherche descriptive
- Type d'idée pratique -- (Analyse)
- Modèles de recherche opérationnelle -- Prise de décision
- Hypothèse formelle -- Explication et prédiction

Il faut observer que Shields et Rangarajaw
(2013) ne prétendent pas que les exemples ci-dessus sont le seul appariement cadre-objectif. Pas plus qu'ils ne prétendent que le système est applicable aux formes inductives de la recherche empirique. Au contraire, les appariements cadre conceptuel-objectif de recherche qu'ils proposent sont utiles et fournissent aux nouveaux chercheurs un point de départ pour développer leur propre conception de la recherche.
Des cadres conceptuels ont également été utilisés pour expliquer la théorie du conflit et l'équilibre nécessaire à atteindre, ce qui équivaut à une résolution. Dans ces cadres de conflit, les variables visibles et invisibles fonctionnent sous des concepts de pertinence. Des limites se forment et dans ces limites, les tensions relatives aux lois et au chaos (ou la liberté) sont atténuées. Ces cadres fonctionnent souvent comme des cellules, avec des sous-cadres, une stase, une évolution et une révolution. Des anomalies (en) peuvent exister sans « lentilles » ou « filtres » adéquats pour les voir et ne peuvent devenir visible que lorsque des outils existent pour les définir.
Isaiah Berlin emploie la métaphore d'un renard et d'un hérisson pour faire des distinctions conceptuelles dans la façon dont les philosophes et les auteurs importants voient le monde. Berlin décrit les hérissons comme ceux qui utilisent une seule idée ou principe d'organisation pour voir le monde (les exemples donnés comprennent Dante, Pascal, Dostoïevski, Platon, Ibsen et Hegel). Les renards d'un autre côté, incorporent un type de pluralisme et voient le monde à travers des lentilles multiples et parfois contradictoires (les exemples qu'il donne comprennent Goethe, Joyce, Shakespeare, Aristote, Hérodote, Molière, Anderson, Balzac).
Les économistes emploient le cadre conceptuel de l'« offre » et de la « demande » pour faire la distinction entre le comportement des consommateurs et les systèmes d'incitation des entreprises. 
Comme beaucoup de cadres conceptuels, l'offre et la demande peuvent être présentées par le moyen de représentations visuelles ou graphiques.

## Source de la traduction
- (en) Cet article est partiellement ou en totalité issu de l’article de Wikipédia en anglais intitulé « Conceptual framework » (voir la liste des auteurs).